# Livang
Livang (en népalais : लिवाङ) est une municipalité du Népal, chef-lieu du district de Rolpa. Au recensement de 2011, elle comptait 10 417 habitants.